# Sophie Arechian
Sophie Arechian (en arménien : Սոֆի Արեշյան (Sofi Areshyan)), née à Tbilissi en 1881 et morte à Montréal en 1971, aussi connue sous son nom de guerre de Rubina, est une révolutionnaire et fédaï arménienne.
Elle rejoint la Fédération révolutionnaire arménienne (FRA) après avoir rencontré plusieurs dirigeants de l'organisation à Bakou et se politise à l'extrême gauche à leur contact. Elle obtient rapidement la confiance et l'amitié de Christapor Mikaelian, l'un des fondateurs de l'organisation et est invitée à participer à l'opération Nejuik, visant à assassiner le sultan Abdülhamid II, principal responsable des massacres hamidiens, qui causent la mort de 100 000 à 300 000 Arméniens. Arechian s'engage largement dans le projet et prend un rôle central dans sa gestion, renforcé après la mort de Mikaelian. Elle met en place les bombes pour la détonation et lance le minuteur lors de l'achèvement du complot, l'attentat de la mosquée Yıldız.
Condamnée à mort par contumace, Arechian devient une cadre de la FRA au fil du temps, les erreurs du complot étant rejetées sur son opposant au sein du commando, Martiros Margarian. Elle accompagne ensuite d'autres dirigeants de la FRA lors de leur arrestation par l'Empire russe, ce qui provoque son arrestation à son tour. Après sa libération, elle rend visite à Hamo Ohandjanian, futur premier ministre arménien, en Sibérie, et l'y épouse. Elle participe aussi activement à fonder le réseau Hamazkaïne, le principal réseau d'écoles arméniennes de la diaspora.
Sa mémoire, laissée relativement dans l'oubli, est réhabilitée par Gaïdz Minassian et Houri Berberian au début du XXIe siècle.

## Biographie
Sophie Arechian naît en 1881 à Tbilissi dans une riche famille arménienne, qui possède des terres mais qui est russophone. Son père et son frère sont des officiers supérieurs de l'armée russe. Il s'agit alors d'un centre bouillonnant de culture rassemblant le plus d'Arméniens du Caucase ; de nombreuses autres communautés y vivent et de nombreuses idées révolutionnaires se propagent dans cet espace. Arechian obtient son diplôme au sortir du lycée, à dix-neuf ans, et commence à donner des cours à des travailleurs de l'industrie pétrolière à Bakou.
Dans cette ville, elle réside chez sa sœur et son époux, ce qui fait d'elle la voisine de Nikol Duman (en), un des dirigeants de la Fédération révolutionnaire arménienne (FRA). Pendant son séjour à Bakou, elle fait la rencontre de plusieurs responsables de la FRA, notamment son cofondateur, Christapor Mikaelian, qui défend une ligne proche de l'anarcho-communisme influencée par Bakounine ou encore Martiros Margarian. Elle y rencontre aussi son futur époux, Hamo Ohandjanian, futur premier ministre de la République démocratique d'Arménie. Au sujet de ce premier contact avec lui, elle déclare plus tard :

« Je promets que nous nous sommes aimés en silence, et ainsi commença notre tragédie – après tout, n'était-il pas marié ? »

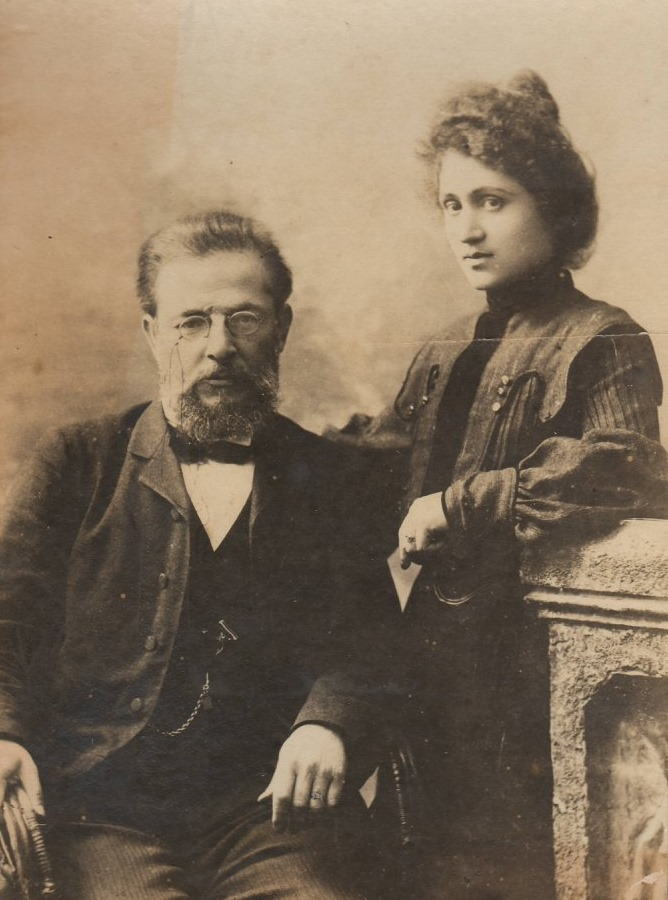
Christapor Mikaelian et Sophie Arechian (1904)

Selon Gaïdz Minassian, Arechian aurait entretenu des relations intimes avec Mikaelian à cette période, mais cette position est critiquée par Houri Berberian car il ne fournit pas de source pour cette affirmation et semble plutôt se baser sur des rumeurs lancées plus tard par Martiros Margarian, alors en conflit avec elle. En tout cas, selon Arechian elle-même, c'est au contact de Mikaelian et Ohandjanian qu'elle se politise, et qu'elle rejoint le mouvement de libération nationale arménien. Elle dit à ce propos : « J'ai été ébranlée, tout cela était un nouveau monde pour moi ». Elle commence à apprendre l'arménien en 1903, à peu près à ses 22 ans, selon son camarade Abraham Gioulkhandanian (en).
La révolutionnaire semble avoir impressionné Mikaelian car peu de temps après, il fait appel à elle pour se joindre à lui dans le complot visant à assassiner Abdülhamid II. Arechian accepte l'invitation. Elle rejoint d'abord la Grèce en bateau, où elle prend le nom de Rubina Fein, fille d'un marchand juif du nom de Samuel Fein, qui est en fait Mikaelian. Ensuite, avec cette fausse identité, elle rejoint Smyrne puis Constantinople où elle arrive en 1904.
Avant de l'inclure plus profondément dans le projet, les organisateurs ont une réunion pour discuter de la question de savoir s'il faut inclure des femmes dans la tentative ou les « épargner », mais jugent que ce n'est pas très correct d'en discuter sans les principales concernées. Le 4 décembre 1904, 'Rubina', 'Emille' (Marie Seitz) et 'Michelle' se joignent aux débats et annoncent qu'elles sont tout à fait volontaires pour participer au projet, qu'elles sont offensées qu'on leur pose la question et que si besoin s'en faisait sentir, elles organiseraient la tentative seules. Le fait que des femmes puissent avoir une place aussi importante dans une organisation comme la FRA n'est pas étonnant, au regard de la présence importante de telles figures dans les mouvements d'extrême gauche de la période.

### Attentat de la mosquée Yıldız
La FRA décide d'assassiner Abdülhamid II en représailles des massacres hamidiens, une série de massacres visant les Arméniens de l'Empire ottoman dont il est le principal organisateur et qui causent la mort de 100 000 à 300 000 Arméniens. En plus d'Arechian et de Mikaelian, le groupe comporte aussi l'anarchiste belge Edward Joris et son épouse, Anna Nellens, qui se joignent à la tentative par proximité idéologique. La tentative est en soi influencée par de nombreuses idées anarchistes, en plus d'avoir un lien direct avec un certain nombre d'entre eux, qui se joignent au projet, le recours à l'action directe et à la propagande par le fait pour assassiner un dirigeant politique est assez fréquente dans les cercles anarchistes à cette période. Arechian est l'un des rares membres du commando à pouvoir parler avec eux, en allemand en l'occurrence, et elle fait ainsi le lien entre les anarchistes du projet et les militants arméniens. Les membres sont souvent en désaccord et en conflit entre eux. Après être allée avec Mikaelian une première fois visiter les lieux, le choix est d'abord fait de procéder à un attentat où les révolutionnaires jetteraient des bombes directement sur le sultan, pour être sûrs de le tuer et le cibler directement. Ce choix est ardemment combattu par Martiros Margarian, qui préfère passer à travers un chariot miné - ce qui provoque des conflits au sein des conjurés. Arechian l'accuse de lâcheté :

« Je fus stupéfaite ; comment pouvait-on être un révolutionnaire et avoir peur du sacrifice sans profiter de toutes les options disponibles ? »

Le plan de Margarian s'impose cependant peu à peu comme celui qui sera suivi. Le groupe prépare l'attentat pendant des mois, Arechian et d'autres membres se déplacent des dizaines de fois à la mosquée, calculant chaque endroit potentiel et comptant même le nombre de secondes que le sultan ferait pour aller d'un point à un autre, à la seconde près.
L'organisation de l'attentat marque cependant un coup d'arrêt avec la mort de Mikaelian et de Vramshabouh Kendirian. Mikaelian prépare alors les explosifs et fait une mauvaise manipulation, alors qu'elle est présente. Elle assiste à l'explosion et alors qu'elle appelle Mikaelian de son surnom affectueux de papa (Հայրիկ (hayrik)), se rend compte qu'il est en train de mourir et ferme trois fois ses paupières. Elle prend en charge la dissimulation de l'événement, afin que le groupe ne soit pas saisi par les autorités, elle nettoie les chambres utilisées par les révolutionnaires dans l'hôtel où le groupe loge puis transfère les explosifs chez Boris Sarafov, un dirigeant de l'Organisation révolutionnaire macédonienne intérieure (VMRO) qui est un allié de la FRA. Sarafov, chez qui elle se rend, est aussi un proche de l'anarchiste Naum Tiufekchiev, qui fournit les explosifs pour le projet. Arechian entre en conflit une nouvelle fois avec Margarian, décidant de mener l'opération à terme même si cela lui coûte la vie, à la suite de quoi Joris — chez qui elle réside alors, quitte la pièce pour signifier sa désapprobation morale, et elle tire au sort qui du groupe actionnerait la bombe avec Margarian —. Lorsque le sort la choisit, elle en est très satisfaite.
La veille de l'attaque, les conjurés rassemblent les explosifs. Le lendemain matin, le 21 juillet 1905, ils partent avec elle dans le chariot miné de kilogrammes de mélinite. Le prétexte choisi par les quatre membres, elle, Martiros Margarian, Emille et le conducteur du chariot, Zareh, est d'aller lui acheter des fleurs, le groupe se met alors en route vers la mosquée. Arechian emmène avec elle des ciseaux, ce qui provoque un conflit avec Margarian, car cela lui permettrait de déclencher l'explosion instantanément en coupant le mécanisme d'action de la bombe, ce qu'il juge être « inutile et superflu ». Elle emmène aussi un revolver, au cas où elle serait arrêtée.
Le groupe arrive devant la mosquée et Arechian lance le minuteur des bombes d'une minute et vingt-quatre secondes à douze heures quarante-trois minutes et trente-six secondes. Ils s'enfuient ensuite, étant certains du succès de leur entreprise. Après l'attentat, elle se réfugie avec trois autres membres du groupe à proximité de la maison de Joris, où Seitz peut surveiller ses allées et venues. Joris a indiqué au groupe qu'il les rejoindrait afin qu'ils puissent s'accorder et probablement fuir ensemble. Cependant, l'anarchiste arrive, déjeune sans prêter attention à eux puis part de nouveau du bâtiment, sous leurs yeux, sans faire mine de les connaître. Alors que le temps passe, Arechian et les autres décident de l'attendre jusqu'à dix-huit heures, heure à laquelle il quitte habituellement son travail et rentre chez lui. La fuite de Constantinople au plus vite est déjà compromise car l'attente leur fait rater les derniers départs de ferrys vers Le Pirée et l'Empire russe. Puisqu'à dix-huit heures, Joris est toujours invisible - en réalité il assiste aux 75 ans de l'indépendance belge dans un hôtel particulier de la capitale, le groupe décide de partir à peu près à dix-neuf heures trente, soit sept heures après l'attentat. Se faisant passer pour l'épouse de Margarian, toujours, alors qu'Arechian feint d'être la compagne de Zareh, les quatre parviennent à rejoindre la gare et à prendre le dernier train pour Sofia, aidés par des policiers turcs à monter leurs bagages dans le train.
Arechian et quelques autres prennent le train pour Sofia rapidement et s'exfiltrent de l'Empire ottoman avant même de connaître le résultat de leur attentat.
À Sofia, Arechian apprend que l'attentat est un échec car non seulement le groupe a tué 21 personnes, blessé 58 autres, mais Abdülhamid II en ressort complètement indemne, s'étant arrêté pour parler dans la mosquée avec Mehmet Djemaleddin Efendi (en) avant de sortir.

### Poursuite de ses activités
Après sa fuite, aux côtés d'autres organisateurs du groupe, certains, comme Joris étant pris par la police, elle est accusée par Martiros Margarian d'avoir été la cause de l'échec de l'attentat. Elle s'en défend et les deux s'opposent ouvertement au sein des instances de la Fédération révolutionnaire arménienne. La présentation très sexiste que Margarian fait d'elle, comme d'une hystérique qui prendrait peur à la première occasion alors même qu'elle est celle qui met en place les bombes lors de l'attentat, qui dissimule l'explosion et la mort de Mikaelian, qui s'organise avec Sarafov pour cacher les explosifs, ne semble pas être très pertinente. Cette présentation de son caractère se maintient cependant dans le mouvement de libération nationale arménien pendant longtemps, notamment car la défense d'Arechian est invisibilisée. Malgré tout, cette caractérisation des événements ne convainc pas vraiment la direction de la FRA, qui rejette l'essentiel des erreurs sur Margarian et exempte Arechian de critiques. Certains membres de la FRA souhaitent même assassiner Margarian pour ses actions.
En tout cas, les autorités ottomanes ignorent tout d'elle, dans les rapports suivant l'attentat, ils la présentent comme, :

« Robina Fein, également connue sous le nom de Nadejda Datalian, fille de Wolf, une jeune Arménienne du Caucase, dont le véritable nom est inconnu. Elle a participé aux plans et activités du Comité à Constantinople et a joué un rôle actif dans l'explosion de la bombe du chariot. »

Pour la justice ottomane, elle est coupable de :

« [participation] à la préparation de l’entreprise criminelle […] y compris en prenant part à toutes les délibérations […] en jouant un rôle actif dans les essais des dispositifs explosifs, l’étude et la préparation de la machine infernale.
[… S'est] prêtée, telle une vierge inspirée, aux efforts des organisateurs pour rallier des partisans, exciter les idées révolutionnaires et stimuler l’activité des membres du Comité. »

Cette caractérisation que fait la justice ottomane de son action est relevée par Houri Berberian comme étant une manière de lui nier toute intervention directe dans le processus. Elle est comme une vierge car célibataire, et elle se laisse entraîner par les hommes du groupe. Son rôle central dans l'action - dont elle est l'une des principales organisatrices, est ainsi minimisé.
Ses actions précises sont difficiles à retracer juste après l'attentat et son arrivée à Sofia, mais elle passe un temps à Genève. En 1908, elle accepte l'invitation de Khachatour Maloumian (en) à le rejoindre et retourne à Constantinople avec Satenik, la sœur de Hamo Ohandjanian. Lorsqu'elle apprend l'arrestation de Hamo par les autorités russes, aux côtés d'autres dirigeants de la FRA, comme Avetis Aharonian ou encore Hovsep Arghutian, entre autres, elle quitte la capitale ottomane pour rejoindre le Caucase. Là, elle suit les prisonniers et est finalement arrêtée par les autorités russes à son tour.
Son frère Mikhaïl Arechian, qui est officier mais devient plus tard l'un des trois responsables des unités de volontaires arméniens dans l'armée russe, parvient à la faire libérer à condition qu'elle ne se rende plus dans le Caucase, à Moscou ou à Saint-Pétersbourg. Elle s'installe à Kharkiv un temps et y suit des études de médecine. En 1912, elle rejoint Hamo Ohandjanian en Sibérie, où il est déporté.

### Fin de vie et mort
Le couple se marie vers Irkoutsk en 1915 avant de retourner à Tbilissi. Dans le Caucase, Arechian participe aux hôpitaux militaires pendant la naissance de la République démocratique d'Arménie, dont son mari devient premier ministre,. À la suite de l'invasion de la région par l'Armée rouge, elle quitte le territoire à travers l'Iran et s'installe au Caire avec son mari,. La militante participe là à la fondation du réseau Hamazkaïne en 1928,. Elle quitte le pays en 1947 et s'installe à Montréal, où elle vit proche de son seul fils et sa famille.
En 1968, elle reçoit le titre de princesse de Cilicie par le catholicos de Cilicie, Khoren Ier Paroian. Elle répond à cet honneur en déclarant : « Mais qu'ai-je fait, après tout ? ».
Arechian meurt en 1971 à Montréal.

## Décorations
- Princesse de Cilicie (1968), par le catholicossat arménien de Cilicie[19]